# Sentinela (Robert Reynolds)
Robert Reynolds, conhecido por Sentinela (Sentry no original) é um super-herói do Universo Marvel. O personagem apareceu pela primeira vez em The Sentry #1.

## Histórico de publicação
O Sentinela foi introduzido pela primeira vez na minissérie Sentry publicado no selo Marvel Knights em 2000, escrita por Paul Jenkins com arte de Jae Lee. Para promover o personagem, foi dito que se tratava de uma criação perdida de Stan Lee e Artie Rosen. A minissérie teve cinco edições e, em seguida, foi publicado em uma série de  one-shots de flashbacks onde se unia ao Quarteto Fantástico, Homem-Aranha, o Anjo dos X-Men, e Hulk. Estes one-shots levaram a Sentry vs. the Void, um one-shot adicional que encerrou a história da minissérie e one-shots. Em 2005, o escritor Brian Michael Bendis reutilizou o Sentinela, fazendo dele um membro dos Novos Vingadores. O Sentinela desempenhou um papel menor no primeiro arco, Breakout (edições #1-6), e foi o foco do segundo arco, The Sentry (edições #7-10): o próprio Jenkins foi mostrado como um personagem. Também em 2005, o Sentinela recebeu outra minissérie, escrita por Paul Jenkins e desenhadas por John Romita, Jr., que teve oito edições. O Sentinela apareceu em Mighty Avengers como um membro dessa equipe, e mais tarde em Dark Avengers em uma papel  semelhante e, como protagonista da minissérie The Age of the Sentry. Ele apareceu como um personagem regular na série Dark Avengers da edição # 1 (março de 2009) até ao momento da sua morte na série Siege.

## História

### Origem
Robert era um garoto franzino, vítima de "bullying", que foi direcionado para ser ajudante de um cientista. Um dia, descobriu que seu instrutor estava fazendo testes com um super-soro, o mesmo que havia dado poderes ao Capitão América. Só que a fórmula deste elixir era mais poderosa, pois alteraria seu organismo em nível molecular. Ele, na esperança de ficar mais forte, tomou-a e sentiu se transformar. Foi aí que percebeu que havia ganhado poderes equivalentes a "um milhão de sóis explodindo". Seu primeiro ato antes de fazer um uniforme para si e estrear como o Sentinela foi dar uma surra no valentão que o atormentava no colégio. Porém, seus traumas fizeram originar-se o seu maior inimigo: Vácuo, o seu lado sombrio, que, originariamente, alimentava-se dos medos profundos de seus inimigos. Numa aparição, o Vácuo disse que quem era Robert Reynolds era ele, e não o Sentinela (identidade heróica assumida por Robert): disse que Bob sempre quis ser um "garoto mau",  pois gostava disso, e que o Sentinela não passava do lado bom que se materializou.
Outra versão da origem do Sentinela mostra que ele era um homem casado e alcoólatra, que teria conseguido os poderes da mesma forma contada na versão acima. Há, ainda, a versão contada por sua esposa, Lindy (durante a saga Reinado Sombrio), na qual Robert, um adolescente viciado em drogas, invadiu, com um comparsa, o laboratório de um cientista universitário conhecido como "o Professor", à procura de drogas e do que mais pudessem roubar. Encontrando o super-soro, Robert ingeriu-o e tornou-se um super-humano; seu parceiro, ao ingerir a substância, morreu envenenado. Inicialmente, Robert procurou o Professor para alimentar o vício no super-soro; com o passar do tempo, porém, contou com a ajuda de heróis da Marvel para superar a situação, assumindo uma identidade heróica para expiar os seus erros do passado, tornando-se, então, o Sentinela. Todavia, a situação se complicou com a aparição do Vácuo, ser superpoderoso que rivalizava com sua identidade heróica. Como se isso tudo não fosse o bastante, Robert Reynolds, sofrendo de esquizofrenia dissociativa, passou a acreditar que o Vácuo era uma outra pessoa (na verdade, o Vácuo é o lado negro do Sentinela, e ambos são parte da personalidade de Robert).

### Os Vingadores
Ninguém o conhecia. Mas há algum tempo todos já haviam escutado sobre o Sentinela, que virou um herói esquecido. Esta foi uma forma de Robert se livrar do Vácuo: com a ajuda de Reed Richards e do Doutor Estranho, fez todos esquecerem (inclusive ele mesmo) que ele era o Sentinela e que o Vácuo existia. Mas, com o tempo, Robert se lembrou que era o Sentinela... e o Vácuo reapareceu para destruir Robert e todos ao seu redor. Era a cobrança da dívida: para cada vida salva pelo Sentinela, uma vida seria ceifada pelo Vácuo. Após diversos acontecimentos (num deles, o Vácuo apareceu para Lindy Reynolds, dizendo que, sempre que o Sentinela não pudesse, ele a protegeria), Robert, perturbado, foi preso após dizer que havia matado sua mulher... que, na verdade, estava catatônica de medo por ter visto o lado sombrio do herói. Foggy Nelson, Matt Murdock, Luke Cage (como guarda-costas de ambos) encontraram a agente da S.H.I.E.L.D. Jessica Drew (Mulher-Aranha original), que era responsável pela Balsa (prisão de segurança máxima). Estes foram à ilha Ryker visitar Robert Reynolds e obter dele informações sobre o que sucedeu a ambos. Aproveitando-se da ocasião, Electro lidera um motim, libertando vários supervilões que estavam presos. O Homem-Aranha e o Capitão América chegam e tentam conter a rebelião. Carnificina ataca Foggy, mas o Sentinela parte para cima do monstro, nocauteia-o, leva-o ao espaço e lá parte o vilão ao meio, matando-o.
Num outra aventura, o Vácuo se materializa e ataca Robert. Enquanto os Vingadores, X-Men, Quarteto Fantástico, Doutor Estranho, Namor e a SHIELD tentavam impedir o Vácuo de chegar perto de Robert, Emma Frost entra em sua mente e na de sua mulher para descobrir um jeito de fazer Robert voltar a si. Ela consegue. O Vácuo pára de lutar. No prédio da sede dos Vingadores, uma enorme construção aparece: era o lar do Sentinela. Agora, Robert teria que enfrentar seus medos e lutar ao lado dos Vingadores. Todavia, outros eventos que se seguem mexem demais com a mente doentia do Sentinela, de modo que este aceita ser um dos Vingadores de Norman Osborn em troca de ajuda para lidar com o medo do Vácuo voltar.
Seu fim trágico foi a morte nas mãos de Thor, durante os eventos que fecham a saga Siege (O Cerco a Asgard). Após incorporar o Vácuo (tal fato ocorreu após a luta dos Vingadores Sombrios e Doutor Destino contra Morgana le Fay, ocasião em que Bob foi dado como morto e ressurgiu confuso, sem saber se havia morrido ou não), matar quase todos os atlantes remanescentes (a mando de Osborn, que teve sua autoridade questionada por Namor, ex-aliado e ex-integrante da Cabala, versão maligna dos Illuminati), assumir parte da sua forma maligna (ele passou a fazer aparecer tentáculos negros, flamejantes, pontiagudos e afiados ao seu redor, assombrando e ameaçando a todos, após quase ter sido morto por Lindy), enfrentar e matar Ares (que executaria Osborn, após descobrir que havia sido manipulado por ele para que o cerco a Asgard fosse consumado) e revelar-se uma grande ameaça aos superseres asgardianos e terráqueos, destruindo Asgard e, ao mesmo tempo, parte da cidade de Broxton (em Oklahoma, nos Estados Unidos), onde quase todos os heróis não-mutantes tentavam detê-lo, liderados pelo Capitão América original e pelo Homem de Ferro (na seqüência, com uma aparência gigantesca e monstruosa, ele matou também o deus da trapaça, Loki, estraçalhando-o), Thor confrontou-o. Num breve momento, após a Helicarrier (aeronave utilizada pela M.A.R.T.E.L.O.) explodir sobre o Vácuo, Robert Reynolds voltou a si em sua forma humana original e pediu, choroso, que o matassem. Nenhum herói, nem mesmo Thor, queria atender ao seu apelo: a vontade do Deus do Trovão era que ele vivesse para pagar pelos seus crimes. Porém, o Vácuo volta à carga, reassumindo sua forma demoníaca e arremessando para longe de si todos os heróis que cercavam-no enquanto estava sob a aparência de Robert, e agarrando Thor com um de seus tentáculos. O herdeiro de Odin, então, não tem outra saída: aproveitando que o monstro estava enfraquecido (a consciência de Reynolds ainda o controlava, e ele gritava, ordenando que alguém o matasse), Thor golpeou-o mortalmente com o raio mais potente que ele poderia invocar. A criatura foi atingida, voltando à forma humana; porém, seu corpo foi despedaçado e incinerado. Para ter certeza que matara o Vácuo, Thor voou carregando-o consigo até o Sol e, ao aproximar-se da superfície do astro, arremessou o que restou do inimigo lá, para que fosse completamente destruído.

### Retorno
Em 2013, o personagem foi revivido na revista Fabulosos Vingadores, onde o vilão Apocalipse reviveu o Sentinela como um dos quatro cavaleiros do apocalipse, junto com Netsuke (filho do Wolverine), Ceifador e Banshee. Apocalipse tinha corrompido a mente de Reynolds e o transformado num zumbi. Sentinela então enfrenta Thor, furioso e atrás de vingança contra o homem que o matou. Uma imensa luta acontece entre Thor e Sentinela, com o Sentinela quase matando Thor. Porém após retomar o controle, Sentinela ajuda os Vingadores a derrotar Exitar um Celestial, e atualmente está desaparecido vagando pelo espaço.

## Poderes e Habilidades
Vale destacar que Sentinela e Vácuo são a mesma pessoa, então quando eu estiver falando de um, estarei falando de ambos, principalmente agora com os 2 personagens finalmente completo em um único ser.
O Sentinela é considerado um dos heróis mais poderosos da Marvel, o nomeado guardião dourado em sua primeira aparição foi dito por Homem-Aranha como alguém que rivalizou com Galactus, o mesmo também já foi dito por Doutor Estranho como uma ameaça a todo o multiverso Marvel. Sentinela inúmeras vezes foi capaz de lutar contra diversas equipes de heróis, como visto em "O Cerco" como capaz de lutar contra diversas formações de Vingadores, Quarteto Fantástico, X-Men, Inumanos, exército de Asgard com os poderes multiplicados pelas Pedras de Norn. Sentinela alega ter o poder equivalente a um milhão de sóis explodindo constantemente, o que significa que o personagem tem poder de um milhão de supernova. Sentinela já cruzou em poucos segundos a distância da Terra até o Sol enquanto conversava com o Vácuo, mostrando ser milhares ou milhões de vezes mais rápido do que a luz. Depois da luta contra o Homem-Molecular, Sentinela foi desfeito molécula por molécula diversas vezes, em todas ele voltou, mostrando ser imortal, independente de cada molécula de seu corpo seja desfeita, após isso ele matou o Homem-Molecular com sua recém descoberta manipulação da matéria. Sentinela tem uma aura luminosa envolta de si que acalma as pessoas, essa aura é dita como a que curou o Hulk Selvagem de sua fúria descontrolada; os seus poderes sobre as auras não param por aí, Sentinela também já foi capaz de encontrar o Garoto Marvel por sua aura, conseguindo localizá-lo. Sentinela também já foi capaz de doar seus poderes e até mesmo criar poderes com a sua manipulação de realidade/matéria. A manipulação da realidade do Sentinela é tanta que por mais de uma vez ele conseguiu fazer todo o mundo e todas as pessoas esquecerem dele, incluindo ele mesmo, utilizando como auxílio a sua telepatia imensurável, dita por Emma Frost e Professor Xavier como maior do que a de ambos. Sentinela já deu socos tão poderosos que quebrou a realidade, ressuscitando uma pessoa assim, fazendo uma referência a Superboy Prime. Sentinela também já foi apagado da história antes de ser o Sentinela por Morgana Le Fey, mesmo assim o herói prova ser imbatível e retorna. Sentinela tem manipulação da matéria usada para desfazer Molecule-Man, tem manipulação de qualquer tipo de energia como foi mostrado em "Novos Thunderbolts #14" enquanto ele lutava no micro-verso contra Fóton, onde a luta de ambos é tanta que a colisão de energia é dita como ameaçar todo o planeta, onde a mesma HQ fala que Sentinela pode retirar energia de qualquer coisa e qualquer lugar, essa luta acabou por destruir todo o micro-verso em que eles estavam, ele pode projetar qualquer tipo de energia das suas mãos, olhos ou de onde ele quer, também criando barreiras dessa maneira; Sentinela também é imune a mudanças de realidade, mudanças temporais, sua mente é tão poderosa que Emma Frost teve um colapso ao tentar entrar em sua mente; Sentinela tem absorção de radiação, ele pode absorver e manipular a luz, pode absorver as sombras, manipular elas ao seu bel-prazer. Sentinela pode criar infinitos tentáculos de sombras, tentáculos que pode reviver os pesadelos mais traumáticos dessas pessoas, tornando eles reais, torturando eles mentalmente. Sentinela com a sombra pode criar um exército de seres sombrios com diversas formas. Sentinela pode mudar sua aparência, tamanho e forma quanto ele quiser. Ele pode criar monstros de pedras que já foram o suficiente para derrotar a Vespa em seu tamanho gigante. Sentinela tem manipulação do clima(pode mudar o clima, principalmente na presença do Vácuo), da alma, sentimentos, mental, vida(pode ressuscitar outras pessoas), dos elementos, ele não tem necessidades humanas como comer, dormir ou beber água, ele pode sobreviver em qualquer ambiente(até no núcleo do sol), seu fator de cura é imenso, sua força e velocidade é tão alta quanto ele quiser, sua força já foi capaz de quebrar todos os ossos do Hulk ao ponto de quase matá-lo, espancou o Thor mais de uma vez ao ponto de tremer o mundo com socos e quase não deixou o Thor ver seus movimentos de tão rápido que é o Sentinela(vale lembrar que Thor luta direto com seres na velocidade da luz), já nocauteou o Blue Marvel, Vácuo já foi capaz de absorver o Doutor Estranho, conseguindo sua magia e memórias, ele tem biocinese, já causou câncer nas pessoas, tem telecinese, bloqueio mental, seus sentidos sensoriais são anormais, ele pode escutar o bater das asas de uma borboleta na África enquanto ele tá em Nova York, ele tem projeção mental/astral, intelecto genial, teletransporte, intangibilidade e invisibilidade, visão de calor, vôo e também já até mesmo lutou contra Doutor Estranho deus supremo da magia e Loki mago supremo, mas mesmo assim Sentinela na hora como Vácuo superou os dois até que o Sentinela bondoso ajudou na batalha. Sentinela é um dos heróis mais poderosos de toda a Marvel, tem vastos poderes, agora fundido com o Vácuo acabou que por ter controle pleno de seus poderes, estabilidade mental, capaz até mesmo de lançar longe Thor e Capitão Marvel, Hulk e Capitão América, destruir a Hulkbuster com um único golpe.